# Правое либертарианство

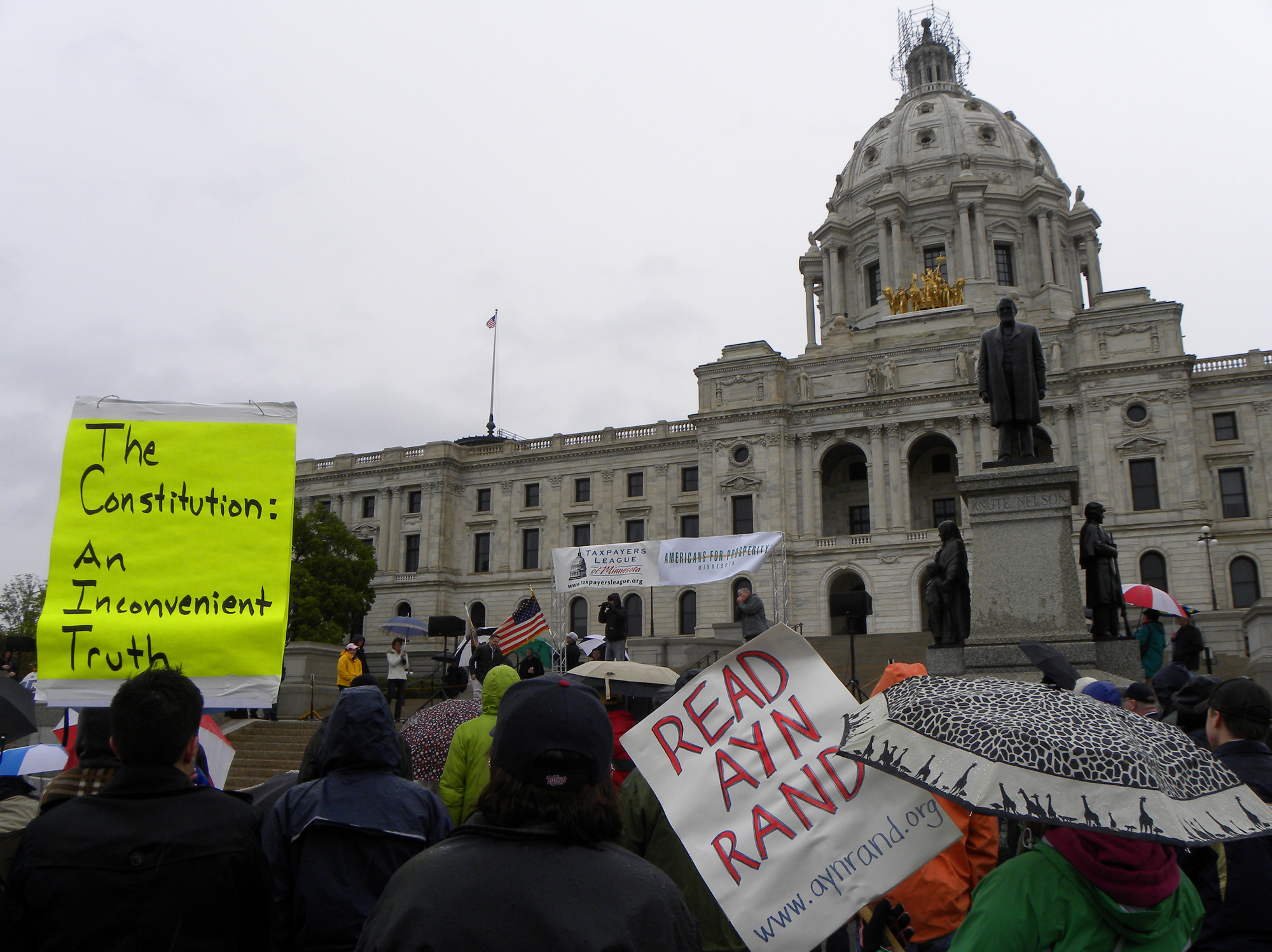
Марш за уменьшение налогов в 2012 году в Миннесоте, США, под праволибертарианскими лозунгами

Пра́вое либертариа́нство (англ. right-libertarianism) — идеология и система ценностей, постулирующая свободу, основанную на отсутствии агрессии и принуждения. Правые либертарианцы выступают за максимизацию личных и экономических свобод и минимизацию влияния государства на жизнь общества.
В основе правого либертарианства лежит принцип ненападения (он же принцип неагрессии; англ. NAP, non-aggression principle), декларирующий, что любое инициирование недобровольных действий у кого-либо, насилие одного лица в адрес другого или действия, направленные на захват чужого имущества являются нелегитимными. В отличие от пацифизма, принцип ненападения не исключает применения насилия при самообороне.
С точки зрения правого либертарианства, все отношения между людьми должны быть добровольными, и единственные действия, которые должны быть запрещены законом и пресекаться правоохранителями, — это применение силы против тех, кто не применял силу со своей стороны. Идеологическая основа отношений человека и государства в правом либертарианстве отображена в формуле «если государство вообще должно существовать, то его задачей не может быть ни что иное, кроме защиты прав собственности и неприкосновенности человека».
Целью правых либертарианцев является установление общества, строящегося на принципах свободного рынка и максимально возможного невмешательства государства в жизнь людей. Они выступают за индивидуальную ответственность, неприкосновенность частной собственности, снижение налогов и прозрачность распределения фискально собранных средств, свободный выбор гражданами систем пенсионного обеспечения и социальной защиты. Правые либертарианцы поощряют частную благотворительность и толерантно относятся к различным образам жизни. Среди политических требований правого либертарианства выделяются также нейтралитет во внешней политике, отмена воинской обязанности и профессиональная контрактная армия.

## Философия

### Принципы самопринадлежности и ненападения
В основе правого либертарианства лежит принцип самопринадлежности, то есть естественное право каждого человека свободно распоряжаться своим собственным телом и произведёнными им или полученными в ходе добровольного обмена предметами собственности. Из принципа самопринадлежности в правом либертарианстве естественным образом вытекает и принцип неагрессии, то есть убеждение в том, что любое «агрессивное насилие» в адрес другого лица или его имущества является нелегитимным.
Принцип ненападения (англ. NAP — non-aggression principle) описывается как основа современной философии правого либертарианства. Это правовая (не моральная) позиция, которая запрещает «агрессивное насилие» по отношению к человеку и его собственности.
Поскольку принцип ненападения переопределяет агрессию с точки зрения правого либертарианства, использование этого принципа в качестве обоснования правого либертарианства подвергается критике как зацикливание и запутывание с целью скрыть насильственную природу праволибертарианского подхода к защите прав собственности.
Принцип ненападения используется для обоснования недопустимости таких институтов, как налогообложение и призыв в армию, а также наказание за преступление без жертвы.

### Государство
Между правыми либертарианцами существуют споры относительно того, является ли государство легитимным. Часть правых либертарианцев (анархо-капиталисты) рассматривают запрет на «агрессивное насилие» как абсолютный и не допускающий исключений для государственных служащих. С их позиции такие формы государственного вмешательства, как налогообложение и антимонопольное регулирование, являются примерами воровства и грабежа и подлежат упразднению. Защита граждан от насилия должна осуществляться частными охранными агентствами, а помощь неимущим должна быть предоставлена сфере благотворительности.
Другая часть правых либертарианцев (минархисты) принимает запрет на «агрессивное насилие» в качестве важного принципа, но считает нужным или неизбежным существование принудительно взимающего налоги государства, единственной задачей которого должна быть защита жизни, здоровья и частной собственности граждан. Различие между этим и предыдущим подходом к правому либертарианству состоит в том, что в первом случае запрет является абсолютным и относится к каждому конкретному действию, а во втором — ставится задача минимизации насилия в обществе, для решения которой государство рассматривается как меньшее зло.
Праволибертарианский философ Моше Крой (англ. Moshe Kroy) считал, что разногласие в том, является ли государство аморальным, между анархо-капиталистами, придерживающимися взглядов на человеческое сознание и природу ценностей Мюррея Ротбарда, и минархистами, придерживающимися взглядов на человеческое сознание и природу ценностей Айн Рэнд, возникает не из-за разных интерпретаций общей моральной позиции. Он утверждал, что разногласие между этими двумя течениями является результатом разных представлений о природе человеческого сознания и что каждое из течений делает правильные выводы из своих предпосылок. Таким образом, эти течения не совершают ошибок при выводе правильного толкования какой-либо этической позиции, поскольку общей этической позиции у них не выработано.

### Права собственности
Правые либертарианцы являются сторонниками частной собственности. Их идеологи и приверженцы придерживаются позиции, что природные ресурсы могут быть присвоены первым человеком, который их обнаруживает, прилагает к их месторождению свой труд или утверждает, что они принадлежат ему или ей — без согласия других лиц касаемо его выбора и каких-либо выплат в пользу прочих претендентов. Правые либертарианцы считают, что природные ресурсы изначально не используются никем и поэтому частные стороны могут по своему усмотрению применять их без чьего-либо согласия и каких-либо налогов, типа налога на стоимость земли.
Правые либертарианцы считают, что общества, в которых соблюдаются права частной собственности, являются этичными и приводят к наилучшим возможным результатам. Они поддерживают свободный рынок и не выступают против какой-либо концентрации экономической власти в чьих-либо руках при условии, что подобное происходит не с помощью принуждающих к этому финансовых или силовых средств, которыми могут быть признаны как подкуп, так и получение кем-либо экономического влияния благодаря её или его интеграции в систему государственных служб, включающую в себя инструменты подавления свобод.

### Идейная линия «налоги — это грабёж»
Идея налогообложения как кражи — это точка зрения, встречающаяся в ряде политических философий. Согласно ей правительство нарушает права собственности путем принудительного сбора налогов. Волюнтаристы, анархо-капиталисты, а также объективисты, большинство минархистов и либертарианцев рассматривают налогообложение как явное нарушение принципа ненападения.

## Отличия от классического либерализма
Правое либертарианство и классический либерализм — родственные политические течения, имеющие одну и ту же цель: установление общества, строящегося на принципах свободного рынка и максимально возможного невмешательства государства в жизнь людей. Различием между течениями является то, что классические либералы воспринимают государство как гарант естественных или утилитарно проистекающих из каких либо источников происхождения прав и свобод граждан, а не как компромисс и необходимое зло, исходя из чего могут выступать за те полномочия государства, которые они видят утилитарно необходимыми или этически оправданными. За исключением позиции по полномочиям государственной власти, у правых либертарианцев и классических либералов, придерживающихся утилитарной направленности, зачастую различаются воззрения на генезис права, демократию, судебную и правоохранительную систему.
Классические либералы выступают за контроль имущей части общества над армией, судебной системой, сбором налогов, включая налоги малого уровня, на фоне чего целый ряд правых либертарианцев выступает за добровольные налоги или замену налогов альтернативными пожертвованиями частным компаниям из той же отрасли. Некоторые из классических либералов выступают за право на интеллектуальную собственность, наличие ЦБ и государственное лицензирование продукции. Некоторые представители классического либерализма выступают в поддержку государственного образования.
Классический либерализм исходит из концепции неотчуждаемых естественных прав или утилитарно обосновывает их существование. С позиции либералов и либеральной логики государство является общественным договором, гарантирующим и помогающим людям блюсти и осуществлять их права, а также (более поздние вариации либерализма уже после второй половины 19-го века) нести либеральную идеологию по всему миру. Такая позиция сформирована исходя из точки зрения либералов, что все люди, вне зависимости от их расы, гражданства, национальности или религии, наделены равными правами, а задача государства состоит главным образом в том, чтобы защищать и обеспечивать соблюдение этих прав.
Правое либертарианство в свою очередь рассматривает государство, как компромисс. По причине такого подхода к данному институту либертарианцы продолжают отрицательно относиться к государству даже в случае исполнения им лишь функции «ночного сторожа». Правое либертарианство не выработало собственную повестку касательно внешней политики, за исключением принципа, согласно которому любая деятельность государства в политике может быть направлена только лишь на защиту его граждан от внешних угроз. С праволибертарианской точки зрения ни одно идеологическое основание не может служить оправданием для растраты средств налогоплательщиков на что-то, выходящее за пределы полномочий государства в его не желаемой а единственно допустимой внутренне-политической функции — «ночного сторожа».

## Современные политические организации
С 1950-х годов в США сформировался ряд американских либертарианских организаций, придерживающихся идеологии свободного рынка и свободной экономики, защиты, в том числе от агрессии и насилия государств, личных и гражданских свобод человека, во внешней политике настаивающих на выполнении принципа невмешательства одних государств в дела других. К таким организациям относятся Институт Людвига фон Мизеса, Университет Франциско Маррокин, Фонд экономического образования, Центр либертарианских исследований, Институт Катона и Международная организация «Свобода». Наряду с перечисленными существует проект «Свободный штат», созданный в 2001 году. Последний ориентирован на то, чтобы в штате Нью-Гэмпшир обосновались 20 000 либертарианцев, что, согласно выводам, к которым пришли специалисты проекта на основании проведённых исследований, может благотворно повлиять на государственную политику штата. Активно действуют студенческие организации, включающие в себя такие молодёжные группы, как «Студенты за свободу» и «Молодые американцы за свободу».
В ряде стран основаны и развиваются влияющие на политическую повестку формальные и фактические либертарианские партии, выдвигающие кандидатов на политические должности, участвующие в выборах и массовых мероприятиях. Так партия избранного на пост в 2019 году президента Украины Владимира Зеленского, в созыве 2019 года составившая основу для ведущей парламентской фракции, баллотировалась на выборы в Верховную Раду с праволибертарианскими лозунгами, позднее сменив идеологию на центристскую под давлением национальных протекционистских кругов.
СССР являлся страной, откуда в США эмигрировала основательница объективизма Айн Рэнд, чья философия в ХХ и XXI веке оказывает значительное влияние на правое крыло либертарианцев всего мира Под влиянием её философии, на постсоветском пространстве по некоторым оценкам развивается анархо-капитализм, относимый к правому либертарианству. В Российской Федерации существует незарегистрированная Либертарианская партия, приобретают всё большую известность отдельные правые либертарианцы, к числу которых относят Михаила Светова, в целом преподносящего свой политический профиль, как праволибертарианский. С позиций правого либертарианства выступает бизнесмен Евгений Чичваркин. Активную роль в развитии праволибертарианской и родственной ей рэнд-объективистской политии на постсоветском пространстве со второй половины 2010-х годов играет родившийся и получивший образование в СССР Леон Вайнстайн — один из ведущих русскоязычных популяризаторов правых экономико-политических воззрений, являвшийся руководителем идеологического отдела Либертарианской партии США в период её становления. Активно действует и аккумулирует вокруг себя лиц либертарианских убеждений в русскоязычной либертарианской политике бывший советник по экономике Владимира Путина, экс-шерпа президента Российской Федерации в Большой Восьмёрке Андрей Илларионов. Учитывая стремление либертарианцев к уходу от формализации групп политического толка, последователи перечисленных деятелей по ряду позиций обладают функционалом либертарианских организаций во главе с названными лидерами.
Либертарианская партия США была создана в 1972 году и в настоящее время является третьей в США по величине политической организацией, от которой в 35 штатах страны зарегистрировано более 370 000 избирателей, регулярно подтверждающих свою поддержку партии новыми голосованиями за либертарианцев, участием в либертарианских акциях и публичными заявлениями о поддержке идеологии либертарианства. По состоянию на 2020 год партия представлена сотнями её членов, избранных или назначенных на государственные должности. Довольно значительное место в политике республиканцев Соединённых Штатов Америки занимает ориентированная на политику правого толка фракция либертарианцев в Республиканской Партии США. Члены фракции, республиканцы, являются так же либертарианцами, что образует из них отдельную политически значимую праволибертарианскую группу. Членом фракции долгое время являлся придерживающийся правых взглядов бывший губернатор штата Нью-Мексико Гэри Джонсон. Баллотируясь на выборах президента США в 2016 году от Либертарианской партии, Джонсон получил без малого 4,5 миллиона голосов в свою поддержку с третьим местом после Дональда Трампа и Хиллари Клинтон.
45-го президента США Дональда Трампа, типично для правого либертарианца в полной мере не примкнувшего ни к демократам ни к республиканцам, замечали в использовании праволибертарианской риторики, действиях, характеризуемых, как «большой либертарианский эксперимент» и в тёплых упоминаниях Айн Рэнд. Накал дискуссии о либертарианстве Трампа спровоцировал партию на комментарий по данному вопросу, и сайт Либертарианской партии США, выдвигавшей Гэри Джонсона в президенты, — по ряду оценок спойлерствовавшего на выборах, где, несмотря на подобные препятствия, победил Трамп, — назвал Дональда Трампа, как по взглядам так и в действиях, полной противоположностью либертарианцу.
Значительной вехой в истории либертарианского движения является вхождение Либертарианской партии через Джастина Амаша в Палату представителей США. Изначально республиканец Амаш, побыв независимым, вступил в Либертарианскую партию, что относят к ярким свидетельствам влиятельности как либертарианства, набирающего со временем всё больший вес, так и главной либертарианской организации планеты, окончательно преодолевшей период тридцатилетнего упадка.
Однако правые либертарианцы всё ещё в целом отрицают пользу от партийности, видя в ней вред для развития идей индивидуализма. По состоянию на осень 2020 года порядка полутора сотен либертарианцев оказались представленными в США на выборных должностях. Они являются городскими и окружными мэрами, входят в советы округов и школ, занимают средние позиции в локальных администрациях. При этом обращает на себя внимание тот факт, что более 100 из перечисленных лиц были избраны, как беспартийные. Благодаря этой особенности идеологии, затрагивающей также левых либертарианцев, беспартийных либертарианцев зачастую не отделяют от партийцев, характеризуя их всех как объединённую сходностью идей глобальную организацию.
Либертарианская партия Аргентины — первая либертарианская партия, которая управляет Аргентиной с 10 декабря 2023 года после победы Милея на президентских выборах 2023 года. Он стал первым либертарианским президентом в истории этой страны.